# الانتخابات العامة الغابونية 2023
أُجريت الانتخابات العامة في الغابون في 26 أغسطس 2023. وترشح الرئيس آنذاك علي بونغو لإعادة انتخابه لولاية ثالثة، ويُمثل الحزب الديمقراطي الجابوني الذي يحكم البلاد منذ الاستقلال عن فرنسا في عام 1960، منها 41 عامًا في عهد والد بونغو، عمر. وقد أُعلن فوز علي بونغو في 30 أغسطس. وبعد فترة وجيزة وقع انقلاب عسكري، مما أدى إلى إلغاء نتائج الانتخابات. وكانت الانتخابات المحلية والإدارية قد أُجريت في نفس اليوم.

علم جمهورية الغابون

## خلفية
أُجريت الانتخابات الرئاسية السابقة في 27 أغسطس 2016. وفي اليوم التالي لتلك الانتخابات، أعلن زعيم المعارضة جان بينغ فوزه وقال إنه "ينتظر اتصال الرئيس المنتهية ولايته لتهنئتي"، رغم عدم إعلان النتائج رسميا. وكانت اللجنة الانتخابية هي الجهة الوحيدة المسموح لها قانونيًا إعلان النتائج، واتهم وزير الداخلية آنذاك باكوم موبيليه بوبيا زعيم المعارضة جان بينغ "بمحاولة التلاعب بالعملية الديمقراطية"، في حين قال بونغو: "يجب أن لا تبيع جلد الدب قبل أن تقتله." ومع ذلك، أكد المتحدث باسم بونغو، آلان كلود بيلي باي نزي، أن بونغو متقدم وسيجري إعادة انتخابه. وكان من المقرر إعلان النتائج الرسمية في 30 أغسطس، ولكن في ذلك التاريخ أُعلن أن الإعلان سيتأخر بضع ساعات. أُعلنت النتائج أخيرًا في 31 أغسطس، وأظهرت فوزًا ضئيلًا لبونغو، الذي حصل على 49.8% من الأصوات مقابل 48.2% لبينغ. وبلغت نسبة المشاركة 59.5%. ورفض ممثلو المعارضة في اللجنة الانتخابية تأكيد النتائج، وبالتالي جرى تأكيدها من خلال تصويت امتنع فيه أعضاء المعارضة عن التصويت. أكد أنصار بينغ أن النتائج الكاملة التي جمعوها بشكل مستقل أظهرت فوز مرشحهم على بونغو بفارق كبير، 59% مقابل 38%. والجدير بالذكر أن النتائج الرسمية من هوت أوغوي (المقاطعة الأصلية لعائلة بونغو) أظهرت حصول بونغو على 95.5% من الأصوات ونسبة إقبال بلغت 99.9%، وهي نتيجة غير محتملة أثارت احتجاجات واسعة النطاق. وأكّد بونغو، على أهمية احترام هذه النتيجة، مشيراً إلى أن التصويت كان متقاربًا.
وبعد إعلان النتائج الرسمية، إندلعت الاحتجاجات في ليبرفيل في 31 أغسطس، مع محاولات لاقتحام مكاتب لجنة الانتخابات. وخرجت الشرطة بأعداد كبيرة وحاولت تفريق المتظاهرين. وأُضرمت النيران بمبنى البرلمان في وقت لاحق من اليوم. وفي اليوم التالي، إدّعى بينغ أن الحرس الرئاسي قصف مقر حزبه، مما أسفر عن مقتل شخصين. وفي 2 سبتمبر، قُتل ما لا يقل عن خمسة أشخاص في العاصمة، واعتُقل 1000 آخرين. وأعربت الأمم المتحدة عن "قلقها العميق" تجاه أعمال العنف، ودعت إلى جانب فرنسا والولايات المتحدة إلى وقف التصعيد على جانبي النزاع وضغطت من أجل تفاصيل أكثر شفافية بشأن نتيجة التصويت.

### دعوة المعارضة لانتخابات نزيهة
في 12 ديسمبر 2022، اجتمعت المعارضة الغابونية بأكملها في ليبرفيل لبدء سلسلة من الاجتماعات استعدادًا للانتخابات الرئاسية والتشريعية لعام 2023. وضم هذا اللقاء، بدعوة من الاتحاد الوطني، خمسين حزباً بينهم قيادات من المجتمع المدني. وكان الهدف من الاجتماع الضغط على الحكومة لإصلاح العملية الانتخابية، وتذكير السلطات العامة بضرورة التشاور مع المعارضة. وحثت بوليت ميسامبو، رئيسة الاتحاد الوطني، على الحاجة لإصلاحات عاجلة من أجل ضمان إجراء انتخابات نزيهة.

## النظام الانتخابي
يجري انتخاب رئيس الغابون لمدة خمس سنوات (جرى تخفيضها من سبع سنوات في أبريل 2023) في جولة واحدة من التصويت بالأغلبية؛ فالمرشح الذي يحتل المركز الأول يُعد منتخبًا، بغض النظر عما إذا كان المرشح قد حصل على الأغلبية المطلقة من الأصوات. ويُعتقد أن هذا النظام يعيب المعارضة المنقسمة، والتي يبدو أن فرصتها في الفوز ضئيلة ما لم تتحد خلف مرشح واحد.
يجري انتخاب أعضاء الجمعية الوطنية البالغ عددهم 143 عضوًا من دوائر انتخابية ذات عضو واحد باستخدام نظام الجولتين.
وأُجريت الانتخابات باستخدام نظام التصويت المزدوج المتزامن، حيث يدلي الناخبون بصوت واحد لمرشحهم المفضل لمنصب الرئيس والجمعية الوطنية.

## المرشحين
وافق المؤتمر الانتخابي الغابوني على 19 مرشحًا للانتخابات الرئاسية عام 2023.
| حزب             | مُرَشَّح                        |
| --------------- | --------------------------- |
| RPM             | هيوز الكسندر بارو شامبرييه  |
| PDG             | علي بونغو أونديمبا (حاليًا)  |
| FPG             | جيرار إيلا نغيما ميتوغي     |
| مستقل           | جان ديلور بيوجي بي نتوجو    |
| PPG             | جان رومان فانجوينوفيني      |
| PRC             | تيرينس غنيمبو موتسونا       |
| مستقل           | أكسل ستوفين إيبينجا إيبينجا |
| مستقل           | مايك ستيف ديف جوكتان        |
| مستقل           | فيكتوار لاسيني دوبوز        |
| PSD             | بيير كلافر ماجانجا موسافو   |
| FDR             | يواكيم مباتشي بامبو         |
| مستقل           | أبيل مبومبي نزوندو          |
| UN [الإنجليزية] | الحزب الديمقراطي الغابوني   |
| MESP            | جان فيكتور موانغا مبادينجا  |
| مستقل           | إيمانويل مفي مبا            |
| مستقل           | تييري إيفون ميشيل نجوما     |
| مستقل           | ريموند ندونج سيما           |
| تناوب 2023      | ألبير أوندو أوسا            |
| مستقل           | جيرفيس أونياني              |

## أثناء الانتخابات
أعلنت الحكومة تقييد الوصول إلى الإنترنت إلى أجل غير مسمى وحظر التجول الليلي مساء يوم الانتخابات بعد انتهاء التصويت. وفي اليوم نفسه، أوقفت الحكومة بث القنوات الإعلامية الفرنسية فرانس 24، وراديو فرنسا الدولي، وتي في 5 موند.

## النتائج

### الرئاسية
أعلنت الهيئة الانتخابية الوطنية يوم الأربعاء 30 أغسطس أن الرئيس علي بونغو أونديمبا، الذي تولّى منصبه بالفعل منذ 14 عامًا، فاز بإعادة انتخابه لولاية ثالثة بنسبة 64.27% من الأصوات.
وبحسب ميشيل ستيفان بوندا، رئيس اللجنة الخاصة بالانتخابات الغابونية، للتلفزيون الرسمي، فقد فاز بونجو على منافسه الرئيسي ألبرت أوندو أوسا، الذي حصل على 30.77% من الأصوات، في جولة واحدة من التصويت، فيما تقاسم 12 مرشحًا آخرين الأصوات المتبقية. وبلغت نسبة إقبال الناخبين 56.65%.
| المرشح                          | المرشح                          | الحزب                           | الأصوات | %      |
| ------------------------------- | ------------------------------- | ------------------------------- | ------- | ------ |
|                                 | علي بونغو أونديمبا              | الحزب الديمقراطي الغابوني       | 293٬919 | 64.27  |
|                                 | ألبير أوندو أوسا                | تناوب 2023                      | 140٬690 | 30.77  |
|                                 | بيير كلافر موسافو               | الحزب الديمقراطي الاجتماعي      | 5٬178   | 1.13   |
|                                 | جيرفيس أونياني                  | الاتحاد من أجل الجمهورية        | 3٬639   | 0.80   |
|                                 | فيكتوار لاسيني دوبوز            | مستقل                           | 2٬198   | 0.48   |
|                                 | إيمانويل مفي مبا                | مستقل                           | 1٬412   | 0.31   |
|                                 | جان رومان فانجوينوفيني          | حزب الشعب الغابوني              | 1٬272   | 0.28   |
|                                 | جان ديلور بيوجي بي نتوجو        | مستقل                           | 1٬266   | 0.28   |
|                                 | جيرار إيلا نغيما                | الجبهة الوطنية الغابونية        | 1٬239   | 0.27   |
|                                 | أكسل ستوفين إيبينجا إيبينجا     | مستقل                           | 1٬124   | 0.25   |
|                                 | أبيل مبومبي نزوندو              | مستقل                           | 1٬057   | 0.23   |
|                                 | جان فيكتور موانغا مبادينجا      | حركة التحرر الاجتماعي الشعبية   | 1٬034   | 0.23   |
|                                 | يواكيم مباتشي بامبو             | اتحاد القوى من أجل التغيير      | 967     | 0.21   |
|                                 | تييري إيفون ميشيل نجوما         | مستقل                           | 825     | 0.18   |
| المرشحين الآخرين                | المرشحين الآخرين                | المرشحين الآخرين                | 1٬468   | 0.32   |
| المجموع                         | المجموع                         | المجموع                         | 457٬288 | 100.00 |
|                                 |                                 |                                 |         |        |
| الأصوات الصحيحة                 | الأصوات الصحيحة                 | الأصوات الصحيحة                 | 457٬288 | 95.34  |
| الأصوات الباطلة والفارغة        | الأصوات الباطلة والفارغة        | الأصوات الباطلة والفارغة        | 22٬364  | 4.66   |
| مجموع الأصوات                   | مجموع الأصوات                   | مجموع الأصوات                   | 479٬652 | 100.00 |
| الناخبين المسجلين ومعدل الإقبال | الناخبين المسجلين ومعدل الإقبال | الناخبين المسجلين ومعدل الإقبال | 846٬822 | 56.64  |
| المصدر: Gabon Review            |                                 |                                 |         |        |

### الجمعية الوطنية
لم يُحدد وضع برلمان الغابون بعد الانقلاب الذي حدث بعد أربعة أيام من الانتخابات العامة.

## ما بعد إعلان النتائج
وبعد الإعلان عن فوز علي بونغو أونديمبا في الانتخابات، وقع انقلاب عسكري أدى إلى إلغاء نتائج الانتخابات.
وقع الانقلاب بعد دقائق فقط من إعلان إعادة انتخاب بونغو في الساعة 3:30 صباحًا بتوقيت غرب إفريقيا من قبل اللجنة الانتخابية الغابونية بنسبة 64.27% من الأصوات. خلال خطاب صباحي متلفز من القصر الرئاسي في ليبرفيل على قناة غابون 24 الحكومية، أعلن حوالي عشرة عسكريين نهاية النظام الحالي، مع ادعاء متحدث عسكري أنه يتحدث نيابة عن "لجنة الانتقال واستعادة المؤسسات" يُدعى بريس أوليغي، وعزا ذلك إلى "الحكم غير المسؤول وغير المتوقع" الذي أدى إلى "تدهور مستمر في التماسك الاجتماعي، مما يهدد بدفع البلاد إلى الفوضى". وأعلنوا إلغاء الانتخابات الأخيرة، وحل مؤسسات الدولة، وإغلاق حدود البلاد. وورد أن الوصول إلى الإنترنت، الذي انقطع منذ الانتخابات، قد عاد. ومن بين الضباط الذين شوهدوا خلال الإعلان عقيد بالجيش وأفراد من الحرس الجمهوري.
وعقب إعلان الانقلاب، اندلعت الاحتفالات في شوارع ليبرفيل ومدن أخرى في جميع أنحاء البلاد. أوقف ميناء ليبرفيل عملياته.